# Експресіонізм (кінематограф)

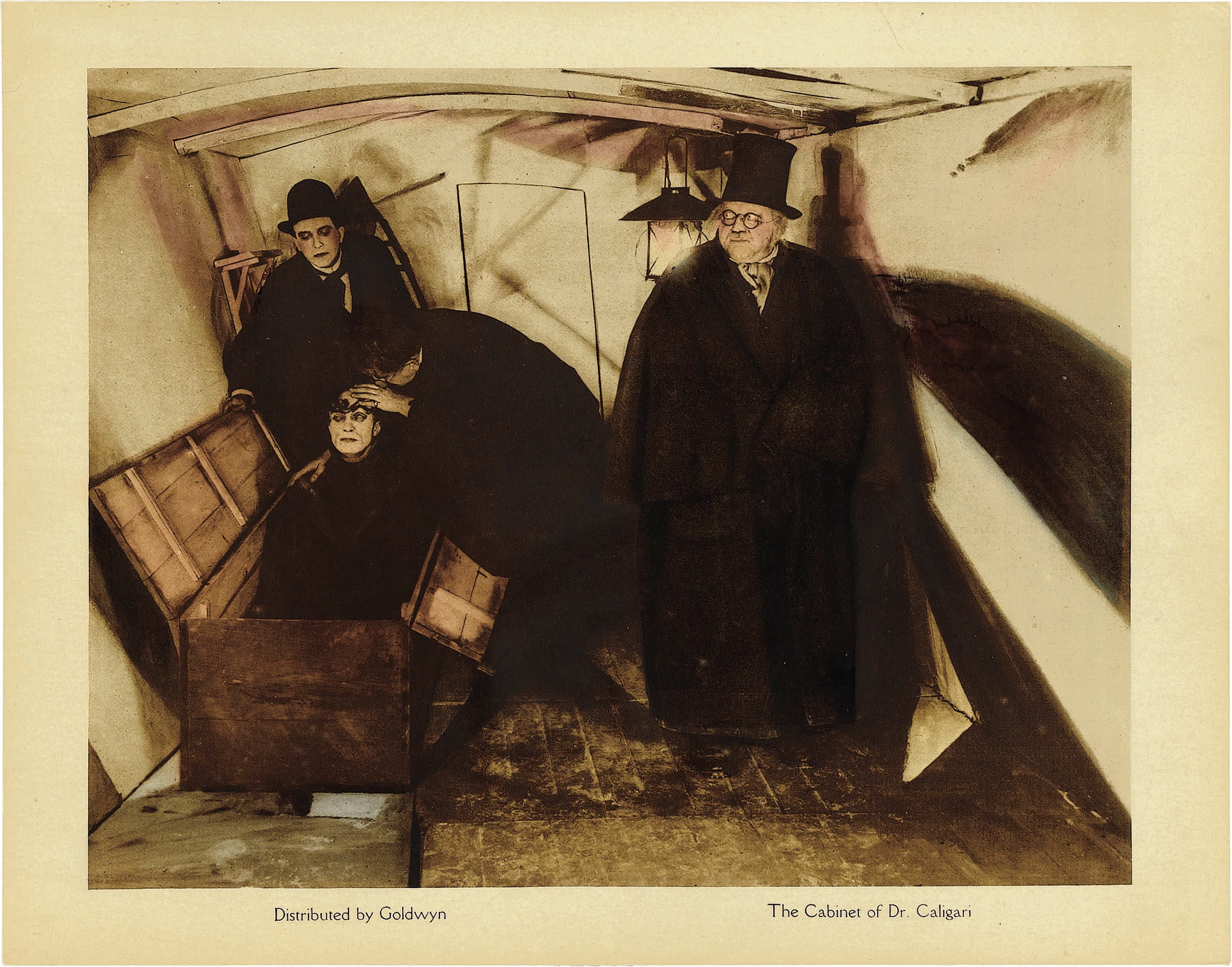
Кадр з фільму «Кабінет доктора Калігарі» (1920)

Експресіонізм — панівний художній напрям у німецькому кінематографі 1915-25 рр. Основні представники — Ф. В. Мурнау, Фріц Ланг, Роберт Віне, Пауль Вегенер, Пауль Лені.
У сучасних публікаціях під німецьким експресіонізмом, як правило, йдеться саме про кіноекспресіонізм, хоча в той самий період експресіонізм розвивався в німецькому театрі, літературі, живописі й т. д. (детальніше див. експресіонізм).

## Витоки
Поки діяла військова заборона на прокат закордонної кінопродукції, берлінські студії ставили більше сотні фільмів щорічно. Більшість з них були зняті на крихітний бюджет. Шок поразки в Першій світовій війні на тлі відносної ізоляції німецької кіноіндустрії сприяв тому, що емоції розчарування, тривоги, обурення і т. д., що посіли серед німців, стали випліскуватися на кіноекран. На початку 1920-х картинами, що мали найбільший попит в кінозалах були історії безумства, зради, кримінальних змов.
Відправною точкою німецького кіноекспресіонізму став фільм «Кабінет доктора Калігарі»(1920), що дістав широкий резонанс не лише в Німеччині, але і за її межами. Змінений стан психіки головного героя, якого охоплюють почуття тривоги, страху і прихованої загрози, у фільмі передається деформованими, украй стилізованими декораціями. Успіх цього фільму прискорив вхід кінематографа до числа загальновизнаних видів мистецтва; раніше в ньому бачили спосіб приємно провести увечері час в чудовій компанії.

## Художні принципи
- Остання людина (1924)

Принцип суб'єктивної інтерпретації дійсності, що ліг в основу кіноекспресіонізму, зумовив тяжіння до ірраціональності, загостреної емоційності, переважанню ліричної чи гротескно-фантастичної основи. У центрі експресіоністських стрічок — герой-одинак, втілення абсолютного вічного «я», що вступає у безнадійну боротьбу з відсталим «речовим світом».
В експресіоністських фільмах світ поставав фантастично деформованим, позбавленим природних контурів. Натура замінювалася декораціями, використовували різкі контрасти світла і тіні, оптичні ефекти. У «Кабінеті доктора Калігарі» геометризовані декорації гранично далекі від реалізму. Зображення ліхтарів, тіней і предметів нанесені прямо на стіни приміщення. Розлад психіки головного героя, його нестабільна внутрішня реальність передається за допомогою знімання з гострого кута і т. зв. «суб'єктивної» (що хитається, рухливою) камери. Гра акторів екзальтована, їх міміка і жестикуляція утрирувані, рясніють великі плани. Широко використовують кольорові світлофільтри.
Для фільмів, що створювалися після «Калігарі», так само характерні гротескні спотворення простору і гранично контрастне освітлення, яке іноді підкреслюють намальовані на стінах тіні (т. зв. «калігарізм»). У «Носферату» (1922) до арсеналу засобів додалися використання негативів і прискорене відтворення кадрів. Розвиваючи основну ідею «Калігарі», режисери-експресіоністи розкривають двоїстість кожної людини, бездонне зло, що таїться в ньому, і у зв'язку з цим передбачають неминучість соціального апокаліпсиса.

## Занепад і спадщина
З настанням у Веймарській республіці відносної економічної стабільності (бл. 1925 р.) попит публіки на песимістичні стрічки з нальотом романтичного суб'єктивізму пішов вниз. Такі режисери, як Г. В. Пабст, з позицій «нової речовинності» закликали підіймати в кіно реальні соціальні проблеми та пропонувати конкретні шляхи їх рішення.
В останні роки Веймарської республіки Фріц Ланг, намагаючись знайти золоту середину між експресіонізмом і новою речовинністю, ставить багатобюджетні фільми, розраховані на найширшу публіку, — «Метрополіс», «Місто шукає вбивцю», «Заповіт доктора Мабузе». Найкращі фільми Пабста «Безрадісний провулок» (1925) і «Скринька Пандори» (1928) також не відмовляються цілком від експресіоністської кіномови.
Після приходу в 1933 році до влади нацистів багато кінематографістів напряму експресіоністу, включаючи Ланга і Карла Фройнда, вимушені були згорнути професійну діяльність і покинути Німеччину. Вони перебралися в Голлівуд, де зробили визначальний внесок у формування американських жанрів фільму жахів і фільму-нуар. Серед нинішніх режисерів найсильніший вплив експресіонізму зазнав Тім Бертон; його «Труп нареченої» стилізований під фільми тієї епохи.